# آبیل فاستر
آبیل فاستر (Abiel Foster) (8 اوت ۱۷۳۵ میلادی - ۶ فوریه ۱۸۰۶ میلادی)، یکی از روحانیون و سیاستمداران آمریکایی از کانتربری، استان نیوهمپشایر بود. او نیوهمپشایر را در کنگره قاره‌ای و کنگره ایالات متحده نمایندگی کرد.

## زندگی‌نامه
فاستر در ۱۷۳۵ میلادی در اندوور ماساچوستس به دنیا آمد. او فرزند کاپیتان آسا فاستر از هنگ مستعمراتی سرهنگ ابنزر و الیزابت ابوت بود. یکی از خویشاوندان «جددیاه فاستر» که قاضی، انقلابی و فارغ‌التحصیل حقوق هاروارد در ۱۷۴۴ میلادی و عضوی از خانواده فاستر در آمریکا بود که «تحصیلات لیبرال» می‌دید. آبیل فاستر علاقه‌مند شد تا پا جای پای جددیاه گذاشته و وارد دانشگاه هاروارد شده و یک درجه بچلر در ۱۷۵۶ میلادی دریافت کرد. او پس از مطالعه الهیات، به عنوان شبان در کنتربری طی ۲۶ ژوئیه ۱۷۶۱ میلادی حکم گرفته و همان سال با با هانا بادگر ازدواج کرد. او در کانتربری تا ۱۷۷۹ میلادی به عنوان شبان خدمت نمود. آبیل فاستر در آن زمان بازنشسته شد و به زندگی خصوصیش بازگشت، ما طولی نکشید تا به خدمات عمومی بازگشت. طی ۱۸ سال کار به عنوان کاهن (کشیش) کانتربری، اعتماد مردم را جذب کرده و مسئول دادگاه عمومی شد. آبیل فاستر طی دوران زندگیش «چندین موقعیت افتخار آمیز و داشته و مورد اطمینان بود که سابقه‌ای از مفید بودن برای جامعه را برای خود ایجاد کرد».
آبیل فاستر در کنگره تحت ریاست جمهوری ایالات متحده، جرج واشینگتن و دومین رئیس‌جمهور جان آدامز خدمت کرد، در حالی که با پدران بنیان‌گذار ایالات متحده کار کرد تا در ساخت دولت فدرالی کارآمد کمک کرده باشد.
آبیل فاستر در حالی که عضوی از کنگره قاره‌ای بود، پس از ملاقاتی در بعد از ظهری تابستانی بر روی دنیل وبستر جوان اثرگذار شد. پدر وبستر، ابنزر وبستر به پسرش گفت که در صورت کسب رأی بیشتر می‌توانست موقعیت آبیل فاستر را در کنگره داشته باشد. ابنزر فضایل تحصیلات پسرش را ستود و توضیح داد که تحصیلات باعث تمایز او و فاستر شده‌است. او گفت که «تحصیلات است که فاستر را تبدیل به آنچیزی که بود کرد و عدم وجود آن پدرت را آنچیزی که بود کرد».
همسر اول آبیل فاستر، هانا در ۱۷۶۸ میلادی فوت کرد. همسر دوم او، مری وایز راجر، نوه دختری جان راجرز (هاروارد) بود که با او هشت فرزند داشت. مارتا که با جرمیاه کلوف ازدواج کرده بود، ماری که با هنری گریش، آبیل جونیور که با سوزانا مور، الیزابت که با اناک گریش و نزنی که با جان گرینوق ازدواج کرده بود.

## حرفه
فاستر در ۱۷۷۵ میلادی، نایب کنگره استانی در اکستر بود. فاستر از ۱۷۸۳ تا ۱۷۸۵ میلادی نماینده نیو همپشر در کنگره قاره‌ای بود. او بین ۱۷۸۴ تا ۱۷۸۸ میلادی قاضی دادگاه دادخواست‌های رایج در شهرستان کانینگهام ان.اچ. بود. در ۳ مارس ۱۷۸۹ میلادی، عضوی از اولین کنگره ایالات متحده تحت اولین قانون اساسی ایالات متحده و تا ۳ مارس ۱۷۹۱ میلادی نماینده نیوهمپشایر شد. او در ۱۷۹۱ میلادی به سنای نیو همپشایر بازگشت و آنجا تا ۱۷۹۴ میلادی خدمت کرد، یعنی زمانی که مجدداً به عنوان نماینده مجلس ایالات متحده انتخاب شد. او از ۳ مارس ۱۷۹۵ میلادی تا ۳ مارس ۱۸۰۳ میلادی در آنجا خدمت کرد.
در ۱۴ ژوئیهٔ ۱۷۹۸ میلادی، فاستر به نفع فرمان‌های «بیگانه و آشوب» رأی داد.

## مرگ
فاستر در ۶ فوریه ۱۸۰۶ میلادی در کانتربری فوت کرد. او در قبرستان مرکزی کانتربری واقع در نیوهمپشایر دفن شده‌است.

## یادبود
شرکت سازنده کشتی کالیفرنیا در ۲۲ مارس ۱۹۴۲ میلادی، کشتی باری از نوع شانزدهم لیبرتی ۱۰۵۰۰ تنیش با عنوان اس.اس. آبیل فاستر را ساخت. روز قبلش، اس.اس. بنجامین فرانکلین در تاریخ ۱۶ مارس ۱۹۴۱ میلادی راه اندازی شد و دوره آزمایشیش را تکمیل نمود. اس.اس. آبیل فاستر به عنوان یک کشتی تأمین سربازان طی جنگ جهانی دوم شرکت داشته و در عملیات اورلرد مشارکت نمود.